# Svensk PR
Svensk PR (Svenska PR-företagen) är en branschorganisation för svenska PR-byråer, enskilda PR-personer och studenter som arbetar med public relations. Organisationen har ett 40-tal medlemsföretag samt enskilda medlemmar.
Svensk PR arbetar bland annat för att öka kunskapen om PR, stärka villkor och rättigheter inom PR-branschen och vänder sig till alla som arbetar med PR – på byråer och som frilansare, studenter och internt anställda.
Svensk PR anordnar Stora PR-dagen, ett årligt inspirationsevent som samlar några av Sveriges mest innovativa PR- och kommunikationsexperter och har också delat ut Stora PR-priset.